# Bernhard Bahnschulte
Bernhard Bahnschulte (* 29. Januar 1894; † 25. Januar 1974 in Neheim-Hüsten) war ein deutscher Lehrer und Heimatforscher im Sauerland.

## Leben
Er war von 1920 bis 1959 Lehrer in Neheim, zuletzt als Rektor der Karl-Wagenfeld-Schule. Er verfasste etwa 400 heimatgeschichtliche Aufsätze. Er war darüber hinaus an der Erstellung der 1928 und 1958 erschienenen Bücher zum Neheimer beziehungsweise Neheim-Hüstener Stadtjubiläum beteiligt. Auch führte er eigene Ausgrabungen durch. Dazu zählte seit 1929 unter anderem die archäologische Erforschung des Fürstenberges.

## Ehrungen
- Bundesverdienstkreuz am Bande (16. Januar 1961)[1]
- Ehrenring der Stadt Neheim-Hüsten (1969)
- Bahnschulte-Straße in Binnerfeld (1986)